# Bou Argoub
Bou Argoub (àrab: بوعرقوب, Būʿargūb) és una ciutat de Tunísia situada uns 15 km al nord-oest de Nabeul, dins de la governació homònima. La municipalitat té una superfícia d'unes 1.300 hectàrees i una població d'uns 9.000 habitants. És capçalera d'una delegació amb una població de 26.380 habitants segons el cens del 2004.

## Economia
Es troba al mig de la zona agrícola del Cap Bon i produeix principalment oli i vi. El vi negre o Chateau Bou Argoub té un cert renom. Té una zona industrial ampliada el 2005.

## Administració
És el centre de la delegació o mutamadiyya homònima, amb codi geogràfic 15 65 (ISO 3166-2:TN-12), dividida en set sectors o imades:
- Sidi Dhaher (15 65 51)
- El Machrouha (15 65 52)
- Borj Hefaied (15 65 53)
- Bou Argoub Nord (15 65 54)
- Bou Argoub Sud (15 65 55)
- Belli (15 65 56)
- El Kharrouba (15 65 57)

Al mateix temps, forma una municipalitat o baladiyya (codi geogràfic 15 33), creada el 23 de febrer de 1980 i dividida en tres circumscripcions o dàïres:
- Bou Argoub (15 33 11)
- Belli (15 33 12)
- Sidi Dhaher (15 33 13)